# Shen Xiling (director)
En una onomàstica xinesa Shen es el cognom i Xiling el prenom.
Shen Xiling (xinès simplificat: 沈西苓) (Deqing- Huzhou 1904 - Chongqing 1940). Poeta, pintor, traductor, actor, guionista i director de cinema xinès.

## Biografia
Shen Xiling de nom original Shen Xuecheng, també va utilitzar el pseudònim de Ye Chen. Va néixer el 1904, a Deqing, província de Zhejiang (Xina) durant els darrers anys de la dinastia Qing. El 1913 la seva família es va traslladar a Hangzhou. Es va graduar a Escola industrial de classe A de Zhejiang (ara Universitat de Ciència Tecnològica de Zhejiang).
Entre el 1924 i 1928 va estudiar i treballar al Japó, on va conèixer els dramaturgs japonesos Akita Ajaku i Murayama Tomoyoshi amb qui va fer teatre al Teatre Tsukiji de Tòquio.
Al tornar a la Xina va ensenyar Belles Arts a dues escoles de Shanghai. A principis dels 30 va crear una companyia teatral i es va incorporar a la productora Tianyi com a decorador. Ho va compaginar amb articles de critica sobre cinema i la traducció de d'obres de literatura estrangera.
Va morir a Chongqing el 17 de desembre de 1940.
Carrera cinematogràfica
Abans de començar la seva trajectòria com a cineasta va treballar com a escenògraf per a la Tianyi Film Company el 1931 i més tard va entrar a Mingxing on va dirigir les seves primeres pel·lícules.
Influència del cinema occidental

Shen Xiling conjuntament amb Sun Yu i Wu Yonggang van ser famosos al seu moment per la seva cinefília i la seva afició pel cinema estatunidenc amb evidències de l'influència hollywoodiana, però també amb punts en comú amb films que provenen de França . Alguns crítics indiquen que el cinema fet a Shanghai te similituds amb el fet a grans urbs com Berlín Tòquio o París, també influït pel cinema nord-americà.

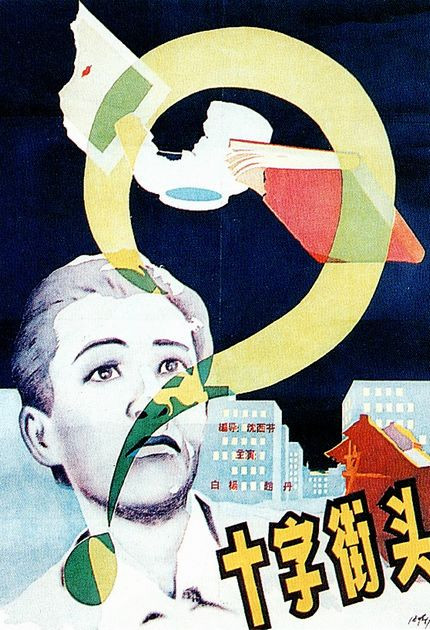
Poster pel·lícula Cross Roads del 1937

El 1934 va dirigir la seva primera pel·lícula女兒經 (The Classic for Girls) i el 1935 船家女 (The Boatman's Daugther).
La seva darrera i més important pel·lícula "十字街頭 " (Crossroads) del 1937 , protagonitzada per l'actriu Bai Yang i l'actor Zhao Dan, incorpora diversos elements narratius, estilístics i sociopolítics com la comèdia romàntica, la crítica social, la modernitat urbana, la narració melodramàtica, i el discurs periodístic i polític implícit. Va ser estrenada a Shanghai poc abans de l'ocupació de la ciutat pel japonesos. Alguns crítics l'han definit com una "comèdia screwball" i l'han comparat amb el film "Street Angel" de Yuan Muzhi. També s'ha posat com exemple de pel·lícules que utilitzen com a escenari el nomenat "shikumen", on aquest espai domèstic és el motor de la història. La pel·lícula té una versió subtitulada al catalá.
Posicionament ideològic
A partir del Moviment del Quatre de maig, amb el director Yuan Muzhi va marcar el cim del desenvolupament del cinema definit com a cinema d'esquerres xinès.
El febrer de 1930, va organitzar conjuntament amb Xu Xingzhi i altres artistes d'esquerres, la Times Art Society. Amb escriptors com Lu Xun va participar en la creació de l'Aliança d'Escriptors d'Esquerres Xinesos que van coeditar i publicar la revista teatral "Art", que va ser immediatament prohibida pel govern del Guomintang.

## Filmografia
| Any  | Títol xinès    | Títol anglès           |
| 1934 | 女兒經         | The Classic for Girls  |
| 1933 | 上海二十四小时 | 24 Hours in Shanghai   |
| 1935 | 船家女         | The Boatman's Daugther |
| 1935 | 熱血忠魂       | Ardent Loyal Souls     |
| 1937 | 十字街頭       | Crossroads             |
| 1939 | 中華兒女       | Children of China      |